# Paus Celestinus IV
Celestinus IV, geboren als Goffredo Castiglione (Milaan, geboortedatum onbekend - Rome, 10 november 1241) was de eerste paus die in een conclaaf werd gekozen. Hij was een zoon van de zus van paus Urbanus III en regeerde slechts 17 dagen. In het Latijn luidt zijn naam Coelestinus of Caelestinus.
Hij deed senator Matteo Rosso Orsini wegens zijn wangedrag in de ban. Deze had tien kardinalen opgesloten en gedwongen een nieuwe paus te kiezen. Een van hen overleed hierbij en de anderen werden ziek.